# 奥斯定堤岸
奥斯定堤岸（Quai des Grands-Augustins，原名« quay des Augustins »）是巴黎第六区的一段塞纳河滨河路，位于塞纳河左岸，始于圣米歇尔桥（Pont Saint-Michel）和圣米歇尔广场（Place Saint-Michel）2号，止于新桥（Pont Neuf），和多菲内路（Rue Dauphine）1号，长354米，宽16米。

## 交通
附近的地铁站是圣米歇尔站（Saint-Michel，4号线）和圣米歇尔-巴黎圣母院站（Gare Saint-Michel - Notre-Dame，大区快铁B线、大区快铁C线）。

## 名称
堤岸得名于天主教修会奥斯定会。

## 历史
在腓力四世统治之前, 这里只是一块生长柳树的河滩地，只有附近的居民行走此处。洪水使得交通不便，并会冲毁河畔的房屋。面对这些问题，腓力四世在1231年6月9日的信中，命令宪兵队修筑此处的堤岸。在第二年5月20日的另一封信中，国王责备宪兵队执行他下达的命令的速度缓慢。这道堤岸在1389年前后完成，名为“通往奥斯定会的塞纳河路”（rue de Seine par où l'on va aux Augustins） ，后来改为“通往奥斯定会的新桥路”（rue du Pont-Neuf qui va aux Augustins），因为它是从圣米歇尔桥通往新桥。
1806年，拆除了胡雷波瓦路（rue du Hurepoix）的右侧，该街曾经从圣米歇尔广场（圣米歇尔桥的尽头）延伸到rue Gît-le-Cœur。由于胡雷波瓦路的左侧 (奇数) 没有被拆，堤岸的这一段仍然保持旧貌。
开辟圣米歇尔广场时，拆除了1号到9号之间的建筑。

## 建筑

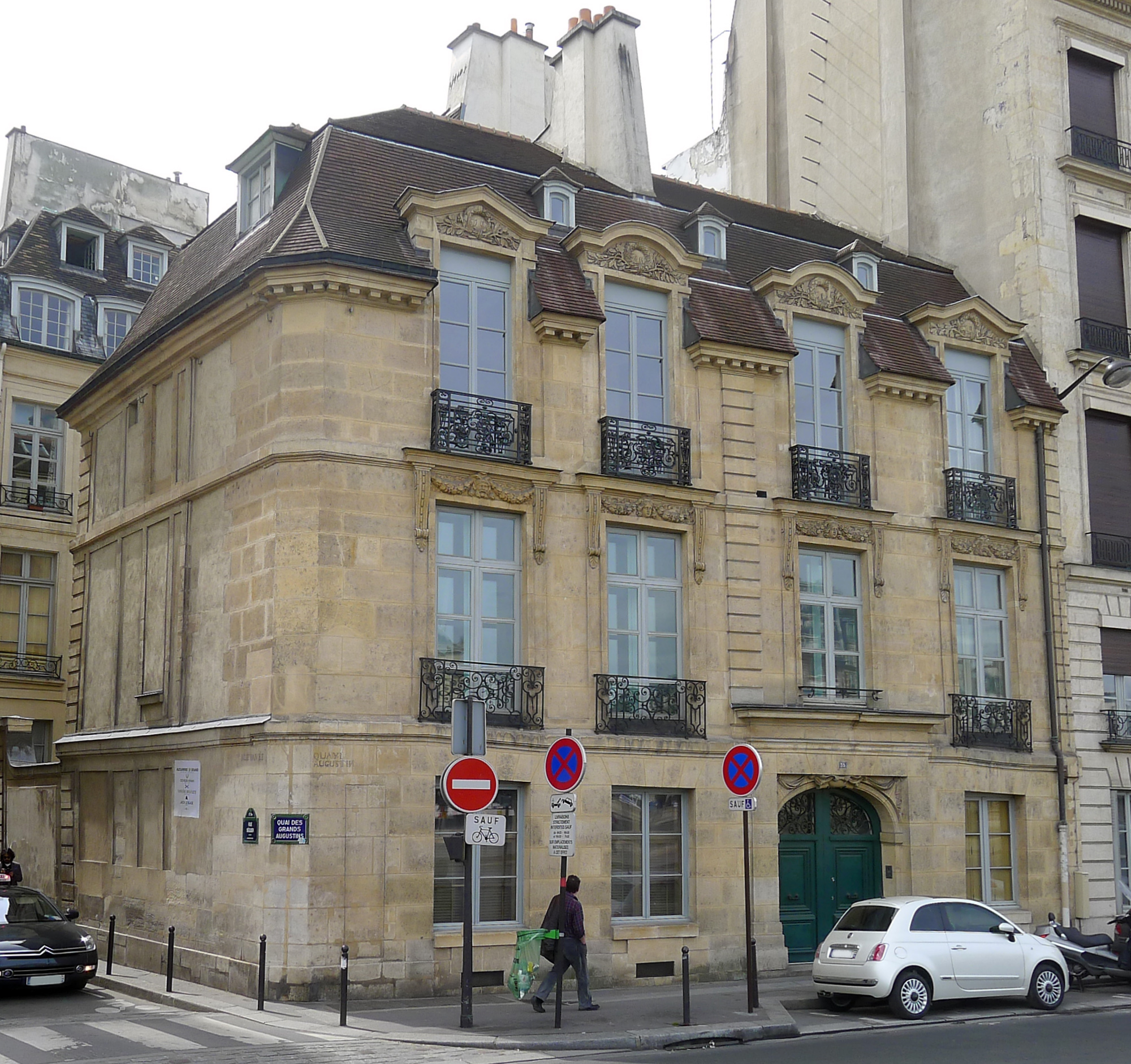
hôtel Feydeau de Montholon
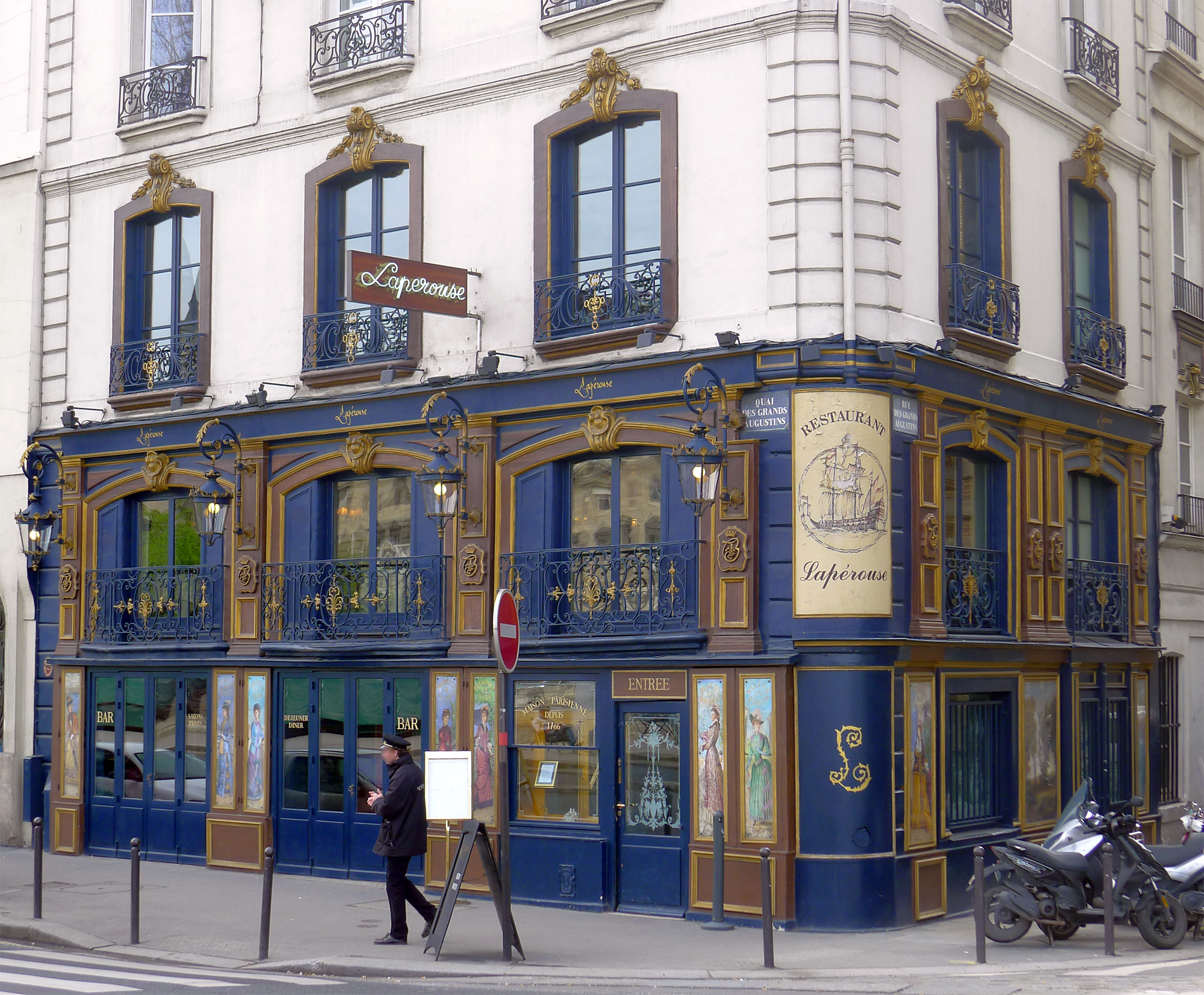
Lapérouse餐厅
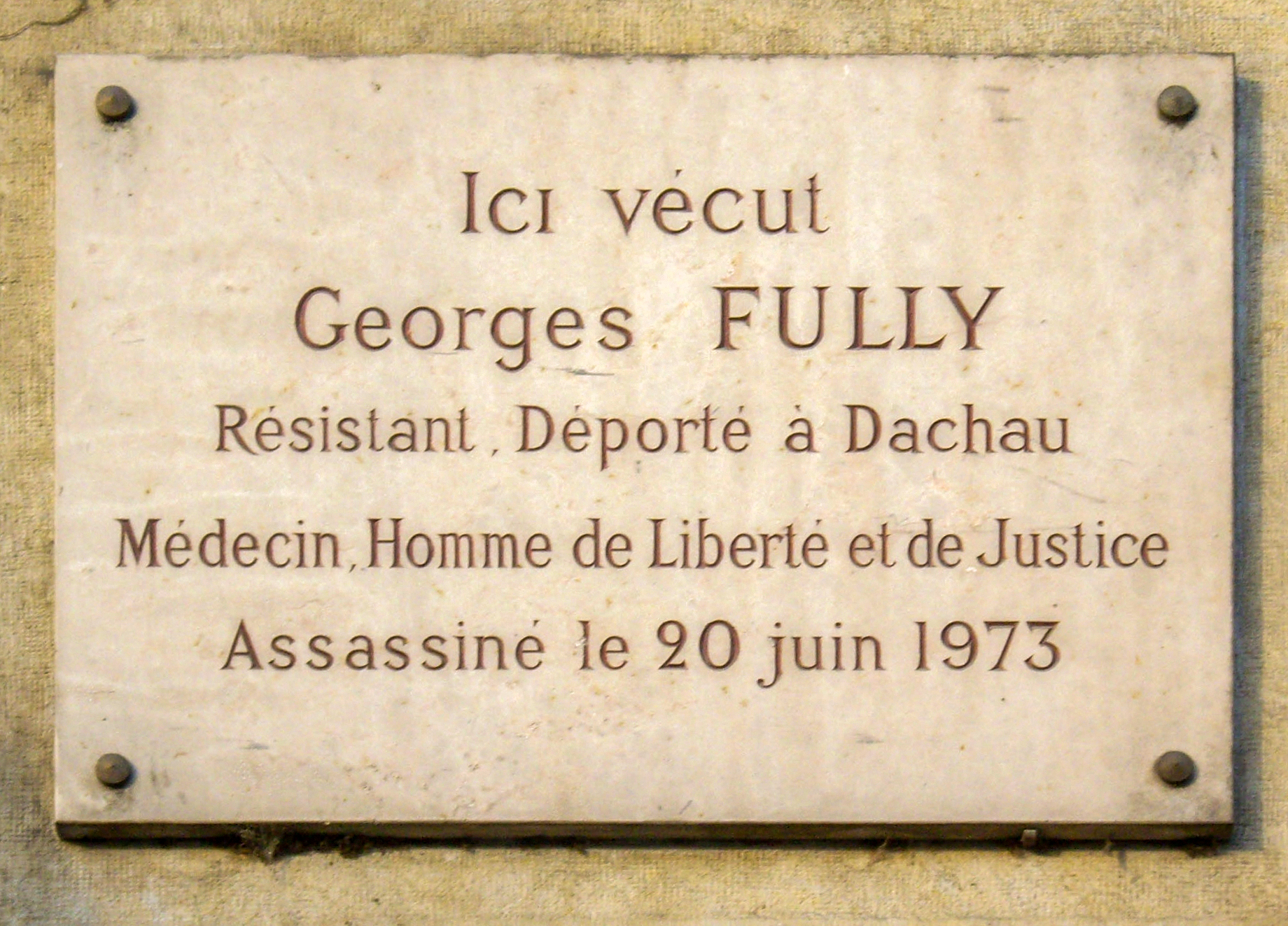
25号